# Zinaida Greceanîi

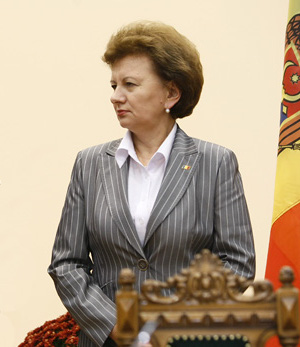
Zinaida Greceanîi

Zinaida Greceanîi of Zinaida Greceanii (Tomsk, 7 februari 1956) is een Moldavische politica. Ze is lid van de communistische partij van de republiek Moldavië en was tussen 31 maart 2008 en 14 september 2009 premier van Moldavië. Als zodanig was ze de eerste vrouwelijke premier van dat land.
Greceanîi studeerde af aan het Economisch en Financieel College in Chisinau en aan de Staatsuniversiteit van Moldavië.
Van 2000 tot 2001 was ze viceminister van Financiën en eerste viceminister van Financiën van 2001 tot 2002. In februari 2002 werd ze door president Vladimir Voronin aangesteld tot minister van Financiën. Deze functie voerde ze drie jaar uit, tot ze op 10 oktober 2005 vicepremier werd. Na het ontslag van premier Vasile Tarlev (19 maart 2008) werd ze door president Voronin voorgedragen als premier. Deze nominatie werd door het parlement bekrachtigd op 31 maart 2008. Greceanîi stelt dat haar kabinet zich focust op mediavrijheid, een actieve dialoog met de burgermaatschappij en de onafhankelijkheid van justitie.
Zinaida Greceanîi is gehuwd en moeder van twee kinderen.